# 狛江市立狛江第三小学校
狛江市立狛江第三小学校（こまえしりつこまえだいさんしょうがっこう）は、東京都狛江市猪方3丁目に位置する公立小学校である。狛江三小もしくは単に三小などと略される。

## 概要
狛江市内に6校ある小学校のうちのひとつで、市南部に位置する。世田谷通り以南から水道道路以北、岩戸北4丁目、猪方2丁目と同３丁目の一部を学区とし、卒業生の大半が狛江市立狛江第二中学校に進学する。情緒障碍者向けに通級指導学級を持つ。
2019年、ダイヤモンド社が独自に行った狛江市内の各小学校の教育環境力の格付けで、3位に挙げられた。
特筆すべきは校内敷地における矢崎山という古墳の存在である（後述）。

## 沿革
狛江町内における児童数増加に対応すべく、1957年10月1日に狛江町立狛江第一小学校から分かれる形で開校した。当時は丁度俗にいう団塊世代が学齢に達する頃であり、地元南部住民の開校を求める声も多かった。開校即日、狛江町立狛江第一小学校に属す6年生以外の生徒計419名が移籍し、授業が開始された。
- 1955年5月 - 敷地付近より円筒埴輪片などが出土[6]。
- 1956年 - 学校建設に伴い古墳が破壊される[6]。
- 1957年10月1日 - 開校[4]。
- 1957年12月3日 - 校章制定
- 1958年3月30日 - 校庭植樹
- 1961年3月23日 - 校歌制定
- 1962年6月1日 - 昭和37年度学園モデル校に指定された。
- 1967年4月1日 - 狛江町立狛江第二中学校が開校した。
- 1970年10月1日 - 狛江市制施行につき狛江町立が狛江市立になった。
- 1971年4月1日 - 狛江市立狛江第六小学校が開校し、同時に学区が変更となった。
- 2004年4月1日 - 通信指導学級であるひまわり学級が開設された[7]。
- 2013年 - タブレット端末を導入[7]。
- 2018年4月1日 -  第16代校長に荒川元邦が着任。

## 矢崎山
矢崎山（やざきやま）は狛江古墳群の猪方支群に属す、かつて存在したとされる円墳である。矢崎山古墳ともいう。
この学校のある狛江市では、狛江古墳群と呼ばれる古墳群が存在し、別名を狛江百塚とするように、かつては各地に多くの古墳が存在していた。この古墳は、現存しないが狛江市立狛江第三小学校の敷地内に存在したと考えられている。
1960年に狛江町全域で行われた古墳分布調査の報告書（狛江古墳群地名表）には104番が割り振られているが、名称のないものとして扱われ、 資料からは存在の実否は怪しいものであった。その後1976年に行われた第2回古墳分布調査の結果資料には「現存しないが、その存在が確認できる古墳」として取り上げられていて、また「第三小学校建設時に円筒埴輪片や土器片が多数出土した」との記述があり、ここから実際に存在していた可能性が非常に高いことがわかる。
古墳の正確な位置は不明とされているが、この学校と北西で接する三小通りは、大きく円を描くように校内の敷地を避けている場所があり、かつそこにはかつてより「矢崎花壇」と呼ばれる中庭のようなものが存在することから、この学校のPTAが設置した看板にはこの花壇が古墳であると説明している。

## 関係者

### 出身者
- 五神真 - 第30代東京大学総長、物理学者、日本学術会議会員[8]。

### 教職員
- 荒川元邦 - 第16代校長（2022年度現在現職）。東京都公立小学校長会副会長、全国連合小学校長会対策部長[9]。また、東京都総務局人事部、東京都教育庁学務部課務担当係長、東京都教育庁指導部統括指導主事、東京都教職員研修センター統括指導主事、主任指導主事、東京都教育庁総務部教育政策担当課長[10]、指導部オリンピック・パラリンピック教育推進担当課長などを歴任した。プレジデントオンライン著者[11]。赴任前狛江市立和泉小学校校長[12]。

### その他
- 髙田真希 - バスケットボール選手、オリンピアン、オリンピック銀メダリスト。2020年東京オリンピックのバスケットボール女子日本代表のキャプテンを務めた[13]。2022年3月7日、狛江市の取り組みの一環としてこの学校の1日校長を務めた[14]。

## 備考
- この学校の校章は初代校長によるもので、勾玉、剣、矢をモチーフとしている。矢は前述の矢崎山に由来し、3本で校名を表す[15]。1957年12月3日制定[4]。
- 校歌は佐藤佐太郎作詞、坂本良隆作曲[16]。1961年3月23日制定[4]。
- 2022年6月17日午後0時45分頃、5年生の体育の授業で、体育館内で20メートルシャトルランを実施したところ、児童6人が過呼吸や頭痛などの体調不良を訴え、そのうち4人が熱中症の疑いで救急搬送された[17][18]。警視庁によるといずれも意識はあり、軽傷である。当時付近では25.3度を記録し夏日となっていて、学校は体育館内の換気を行っていたほか、コロナ禍であったがマスクは着用しないよう指示していた[19]。このニュースは速報で報じられ、ネット上では夏の体育の実施やマスク着用の是非[注 3]について議論が起こった[20][21]。